# Уездный город N (альбом)
«Уездный город N» — первый студийный альбом группы «Зоопарк», записанный в 1983 году. Заглавная композиция входит в число самых длинных песен, спетых на русском языке.
Один из трибьют-альбомов памяти Майка и группы, вышедший в 2005 году, получил название «Уездный город N 20 лет спустя».

## История создания и общие сведения
Альбом записывался весной 1983 года на оборудовании в здании «Дома юного техника» в Ленинграде под руководством Андрея Тропилло. Использовался магнитофон марки «Studer» на 38-й скорости и плёнка «Basf LR-56». Запись характеризуется достаточно высоким качеством звучания.
Все песни, вошедшие в альбом, написаны Майком Науменко, за исключением композиции «Колокола», которую написал и исполнил Александр Храбунов — лидер-гитарист группы. По мнению последнего, это был, вероятно, и самый лучший их альбом.

## Дополнительные факты
Первоначально песня «Уездный город N» не планировалась к записи, однако имевшегося на тот момент материала оказалось слишком мало — лишь на 26 минут студийного времени, поэтому было решено записать эту песню. В результате суммарная продолжительность всех треков составила более 40 минут, из которых почти 15 минут длится одноимённая композиция. Песня состоит из 15 куплетов и 15 припевов, причём припевы не повторяются, что делает композицию по-своему уникальной. Для её аранжировки был приглашён знакомый Майка — бывший клавишник группы «Выход» Владимир Захаров.
Композиция «Мажорный рок-н-ролл» была записана без каких-либо наложений и с первого раза.
Некоторые из песен входят в состав и более ранних альбомов, но в другом звучании или с текстовыми отличиями, например «Дрянь», где Майк заменил строчку «…ты хочешь, чтоб всё было по первому сорту, но готова ли ты к пятьсот второму аборту?..» на «…ты хочешь, что всё было по первому сорту; прости, дорогая, но ты бьёшь все рекорды…».

## Список композиций
Автор всех песен — Майк Науменко, кроме «Колокола» (музыка и слова — А. Храбунов).
| №  | Название                                            | Длительность |
| -- | --------------------------------------------------- | ------------ |
| 1. | «Странные дни»                                      | 2:56         |
| 2. | «Если ты хочешь»                                    | 2:50         |
| 3. | «Дрянь»                                             | 5:04         |
| 4. | «Пригородный блюз»                                  | 2:44         |
| 5. | «Blues de Moscou, часть 2 (Из вагона на перрон...)» | 4:29         |
| 6. | «Колокола»                                          | 3:10         |
| 7. | «Д.К.Данс (Мажорный рок-н-ролл)»                    | 3:23         |
| 8. | «Все те мужчины»                                    | 3:54         |
| 9. | «Уездный город N»                                   | 14:58        |

| №   | Название                 | Длительность |
| --- | ------------------------ | ------------ |
| 10. | «Позвони мне рано утром» | 4:15         |
| 11. | «Пригородный блюз № 2»   | 2:26         |

## Участники записи
- Михаил Науменко — вокал, гитара, акустическая гитара, фортепиано (4)
- Александр Храбунов — гитара, вокал (6), бас-гитара (9)
- Илья Куликов — бас-гитара
- Андрей Данилов — ударные
- Владимир Захаров — фортепиано (9)